# ネットワークスペシャリスト試験
ネットワークスペシャリスト試験（ネットワークスペシャリストしけん、Network Specialist Examination、略号NW）は、情報処理技術者試験の一区分である。試験制度のスキルレベル4（スキルレベルは1〜4が設定されている。）に相当し、高度情報処理技術者試験に含まれる。対象者像は「ネットワークに関係する固有技術を活用し、最適な情報システム基盤の企画・要件定義・開発・運用・保守において中心的な役割を果たすとともに、固有技術の専門家として情報システムの企画・要件定義・開発・運用・保守への技術支援を行う者」。業界では「ネスペ」と略されることもある。

## 概要
コンピュータネットワークの技術的な専門性を有することを認定する国家試験である。ネットワークの設計担当者や管理責任者、いわゆるネットワークエンジニアの他、インフラエンジニアも対象とする。
試験対象者には、ネットワークの専門家として、固有技術からサービス動向、ネットワークに関連したセキュリティ技術まで幅広く精通し、目的に適合した大規模かつ堅牢なネットワークシステムを構築し運用できる能力が求められる。また、VPNやSDN、VoIP、IPv6、VXLAN、WAN高速化装置、UDP/QUIC、IPsecの詳細など新技術に関する知識および実践能力が求められる。
この試験の歴史は高度区分の中でも古く、1988年（昭和63年）に創設されたオンライン情報処理技術者試験を起源とする。その後試験制度の改定の度に試験名称に若干の変更が加えられたものの、ネットワーク技術は今日の情報化社会の基盤となるものであるため、この試験は高度区分の中でも根強い人気を誇る。データベースの専門家としての認定試験であるデータベーススペシャリスト試験とともに、昔から社会的評価は高い。受験者数は情報処理安全確保支援士試験（旧・情報セキュリティスペシャリスト試験）に次いで、高度試験の中では2番目に多い区分である。
基本情報技術者試験（旧・第二種情報処理技術者試験）や応用情報技術者試験（旧・第一種情報処理技術者試験）の上位試験にあたり、ネットワーク技術の専門性を追求するために制定された試験である。

## 沿革
- 1988年（昭和63年）オンライン情報処理技術者試験新設、秋期に年一回実施。受験者の平均合格率は4.8%、最低合格率は2%である。尚、応募者中の平均合格率は2.6%である。
- 1993年（平成5年）オンライン情報処理技術者試験はこの年をもって廃止、ネットワークスペシャリスト試験とデータベーススペシャリスト試験に分割。
- 1994年（平成6年）ネットワークスペシャリスト試験実施。第一種情報処理技術者試験からのステップアップを想定した実質的な上位資格として認定。
  - この頃は、ネットワーク技術がインフラストラクチャーとして必須のものになりつつある時期であり、ネットワークに関する試験は殆ど無く、難度も高いため社会的評価も高かった。また受験に制限が無かったことからも、第一種情報処理技術者の次に目指す区分としてデータベーススペシャリストと同様にもてはやされた。以後もこの傾向自体は変わらない。
- 2001年（平成13年）制度改正によりネットワークスペシャリスト試験からテクニカルエンジニア(ネットワーク)試験と改称および形式変更。
  - 情報セキュリティアドミニストレータ試験が制定され秋期試験として同時期に実施されることとなり、テクニカルエンジニア(ネットワーク)と同等の評価を得られるとあって、情報セキュアドの受験者が増加し、相対的に受験者が減少した。
- 2005年（平成17年）午前の試験時間延長および出題数増加。
  - ソフトウェア開発技術者試験が秋期にも実施されることとなり、受験者がますます減少した。一方、合格率は例年ほぼ6〜8％程度であったものが10％を超えるようになった。これは若年の受験者数の大幅な減少により平均年齢が上昇し、より長年受験している層が残ったことで受験者の実力水準があがったという考え方がある。
- 2009年（平成21年）制度改正により形式変更および改称、「ネットワークスペシャリスト」の名称が復活。また、同年情報セキュリティアドミニストレータとテクニカルエンジニア(情報セキュリティ)試験が統合し情報セキュリティスペシャリスト試験が実施されることになる。この試験は年に2回開催するため、ネットワークスペシャリスト試験を受験する前に情報セキュリティスペシャリスト試験の合格を目指す者が増えた。また民間では各種ベンダー試験などの整備が進み同様に合格者が増加した、これらが一因となりネットワークスペシャリスト試験ならびにデータベーススペシャリスト試験の受験者層のレベルが上昇し合格率の上昇を招いたとも考えられている。
- 2020年（令和2年）日本における2019年コロナウイルス感染症による社会・経済的影響の影響により秋期試験を中止[2]。2020年4月から延期されていた春期試験で行なわれる高度区分の試験を、10月に実施したため[3]。
- 2021年（令和3年）2020年度秋期試験の中止に伴い、春期試験として実施[4]。翌年以降も春期に時期を変更して実施している。
- 2024年（令和6年）春期試験の出題内容について一般から指摘があり[5]、IPAは問題不備であったと発表[6]。午後II試験の問2 設問5が成立しない出題内容となっていた。今試験において午後II試験で問2を選択した者は、設問5(1)から(3)を全員正解として取り扱う。

## 形式
午前I
試験時間50分。四肢択一式（マークシート使用）で30問出題され全問解答。他の高度情報処理技術者試験と共通のスキルレベル3相当で、ネットワークとの関連が薄い「情報化と経営」、「システム監査」等も含めた問題が出題される。満点の60%を基準点とし、基準点以上で午前I試験通過となる。基準点に達しなかった場合は不合格で、午前II・午後I・午後IIは採点されない。
午前II
試験時間40分。四肢択一式（マークシート使用）で25問出題され全問解答。ネットワークや情報セキュリティ関連（スキルレベル4）が中心であるが、「コンピュータシステム」「開発技術」（スキルレベル3）も対象である。満点の60%を基準点とし、基準点以上で午前II試験通過となる。基準点に達しなかった場合は不合格で、午後I・午後IIは採点されない。
分野ごとの出題比率としては、例年、ネットワーク分野から15問程度、セキュリティ分野から5問程度、その他関連領域から5問程度出題されている。セキュリティ分野は主にネットワークに関連したセキュリティ技術に関する内容を中心に出題される。
なお、出題内容に類似性がある情報セキュリティスペシャリスト試験（現・情報処理安全確保支援士）の午前IIで過去に出題されたことのある問題がこの試験で再出題されることが時々ある。
| 分類           | 午前Iと午前IIの両方で出題される領域 特に午前IIではスキルレベル4かつ重点分野         | 午前Iと午前IIの両方で出題される領域 スキルレベル3                                     | 午前Iでのみ出題される領域（午前IIでは対象外） スキルレベル3 |
| -------------- | ----------------------------------------------------------------------------------- | ------------------------------------------------------------------------------------- | --- |
| テクノロジ系   | - コンピュータネットワーク - 情報セキュリティ（特にネットワーク・セキュリティ関連） | - コンピュータ構成要素、システム構成要素 - システム開発技術、ソフトウェア開発管理技術 | - 基礎理論（離散数学、応用数学、アルゴリズム、プログラミングなど） - ハードウェア、ソフトウェア - ヒューマン・インタフェース・デバイス、マルチメディア - データベース |
| マネジメント系 |                                                                                     |                                                                                       | - プロジェクトマネジメント - ITサービスマネジメント、システム監査 |
| ストラテジ系   |                                                                                     |                                                                                       | - システム戦略、システム企画 - 経営戦略マネジメント、技術戦略マネジメント、ビジネスインダストリ - 企業活動、法務                                                      |

午後I
試験時間90分。従前の午後Iとほぼ同じで、中規模の問題が3問出題され、2問を選択して解答。従前は1題あたり30分であったものが、1題あたり45分となり多くなっている。満点の60%を基準点とし、基準点以上で午後I試験通過となる。基準点に達しなかった場合は不合格で、午後IIは採点されない。
3題のうち最低1題以上はネットワーク・セキュリティに関する問題である。
午後II
試験時間120分。従前の午後IIとほぼ同じで、ネットワークシステムの設計、運用・保守、障害対応、セキュリティ技術などを扱う事例解析問題が2問出題され、1問を選択して解答する。満点の60%を基準点とし、基準点以上で最終的に合格となる。基準点に達しなかった場合は不合格。
科目免除
下記の試験に合格または基準点を得れば2年間、午前Iの科目免除が受けられる。
- 応用情報技術者試験に合格すること。
- いずれかの高度情報処理技術者試験に合格すること。
- 情報処理安全確保支援士試験に合格すること。
- いずれかの高度情報処理技術者試験の午前Iに基準点以上を得ること。
- 情報処理安全確保支援士試験の午前Iに基準点以上を得ること。

## 合格者の特典
- 合格または午前Iに基準点以上を得れば2年間、他の高度情報処理技術者試験および情報処理安全確保支援士試験の午前Iの科目免除が受けられる。
- 科目免除または任用資格、これには従前のテクニカルエンジニア(ネットワーク)を含む。
  - 弁理士試験の科目免除（理工V・情報） - オンライン情報処理技術者も含む。
  - 技術士試験（情報工学部門）の科目免除（第一次試験専門科目）[7]
  - ITコーディネータ（ITC）試験の科目免除
  - 技術陸曹・海曹・空曹および予備自衛官補（技能公募）の任用資格
  - 警視庁特別捜査官など都道府県警察の4級職（警部補）のサイバー犯罪捜査官の任用資格
  - 中央省庁の4級職〜6級職CIO補佐官（主査,課長補佐,班長,企画官,調査官）等の職員の任用資格
  - 各独立行政法人の情報技術関連職員の任用資格

## その他
- デジタル人材センター国家資格・試験部の統計資料による累計値

| 区分                                 | 区分                                 | 受験者数（人） | 合格者数（人） | 合格率（%） |
| ------------------------------------ | ------------------------------------ | -------------- | -------------- | ----------- |
| オンライン情報処理技術者             | オンライン情報処理技術者             | 116,205        | 5,648          | 4.9         |
| ネットワークスペシャリスト           | 1994年度秋期～2000年度               | 180,034        | 11,068         | 6.1         |
| テクニカルエンジニア（ネットワーク） | テクニカルエンジニア（ネットワーク） | 190,094        | 16,960         | 8.9         |
統計資料の応募者・受験者・合格者の推移表において、上記の数値は本試験に計上されている。
- 最低合格率は平成元年（1989年）のオンライン情報処理技術者試験の受験者うち2.0%、応募者うち1.1%である。